# Stepan Astafjev
Stepan Joerjevitsj Astafjev (Kazachs: Степан Юрьевич Астафьев) (Petropavl, 27 januari 1994) is een Kazachs wielrenner die anno 2018 rijdt voor Vino-Astana Motors.

## Carrière
In 2015 werd Astafjev derde op het nationale wegkampioenschap, achter zijn ploeggenoten Oleg Zemljakov en Dmitri Loekjanov. Een jaar later bahaalde Astafjev zijn eerste profoverwinning door in de tweede etappe van de Ronde van Taiwan solo over de eindstreep te komen.
In 2017 won Astafjev de proloog van de Ronde van Oekraïne. De leiderstrui die hij daaraan overhield raakte hij een dag later kwijt aan Emīls Liepiņš. Later dat jaar werd hij onder meer elfde in de Horizon Park Race for Peace en vierde in het nationale kampioenschap tijdrijden.
In maart 2018 won Astafjev de Grote Prijs van Side.

## Overwinningen
2015
 Kazachs kampioen tijdrijden, Beloften
2016
2e etappe Ronde van Taiwan
2017
Proloog Ronde van Oekraïne
2018
Grote Prijs van Side

## Ploegen
- 2014 –  Vino 4ever
- 2015 –  Vino 4-ever
- 2016 –  Vino 4-ever SKO
- 2017 –  Vino-Astana Motors
- 2018 –  Vino-Astana Motors

Astafjev · Jwkenov · Kamışev · Leseçko · Nepomnyaşşïy · Okïşev · Ovsyannïkov · Semenov · Sokolov · Vaïnt · Xadılbek · Xarçenko